# The reMission
The reMission (Eigenschreibweise The reMISSION)  ist ein Jazzalbum von Andy Milne und seinem Trio Unison. Die am 22. April 2019 in Brooklyn entstandenen Aufnahmen erschienen am 10. April 2020 auf Sunnyside Records.

## Hintergrund
Der Pianist Andy Milne spielte zusammen mit John Hébert (Kontrabass) und Clarence Penn (Schlagzeug). Dieses Album ist die erste Aufnahme, die der Pianist Andy Milne veröffentlicht hat, nachdem 2017 bei ihm Prostatakrebs diagnostiziert wurde und er sich davon erholt hat, worauf sich auch der Albumtitel bezieht. Unison ist Milnes erstes festes Klaviertrio, „The reMission“ sein Debütalbum mit Hébert und Penn. Der Pianist spielte mit seinem Trio meist eigene Kompositionen sowie „Passion Dance“ von McCoy Tyner (auf dessen 1967 entstandenen Album The Real McCoy) und „Sad to Say“, ein selten gecovertes Stück von Benny Golson, erstmals erschienen auf dessen Album One More Mem’ry von 1961.
Milnes Trio Unison hatte seinen ersten Auftritt im Dezember 2017, nur wenige Tage vor Milnes Operation wegen des Prostatakrebs. Dieser Auftritt war für Milne sowohl ein beruflicher als auch ein persönlicher Übergang. Zu diesem Zeitpunkt wechselte er von der Leitung einer zehnköpfigen Band zur Arbeit mit einem Trio. Nach der Operation stand er vor einem langen, unsicheren Weg zur Rekonvaleszenz; gleichzeitig stellte er noch Projekte seiner langjährigen Formation Dapp Theory fertig; des Weiteren tourte er mit Ralph Alessi in Europa (Imaginary Friends, ECM) und trat dann mit Unison in ganz Nordamerika auf.

## Titelliste

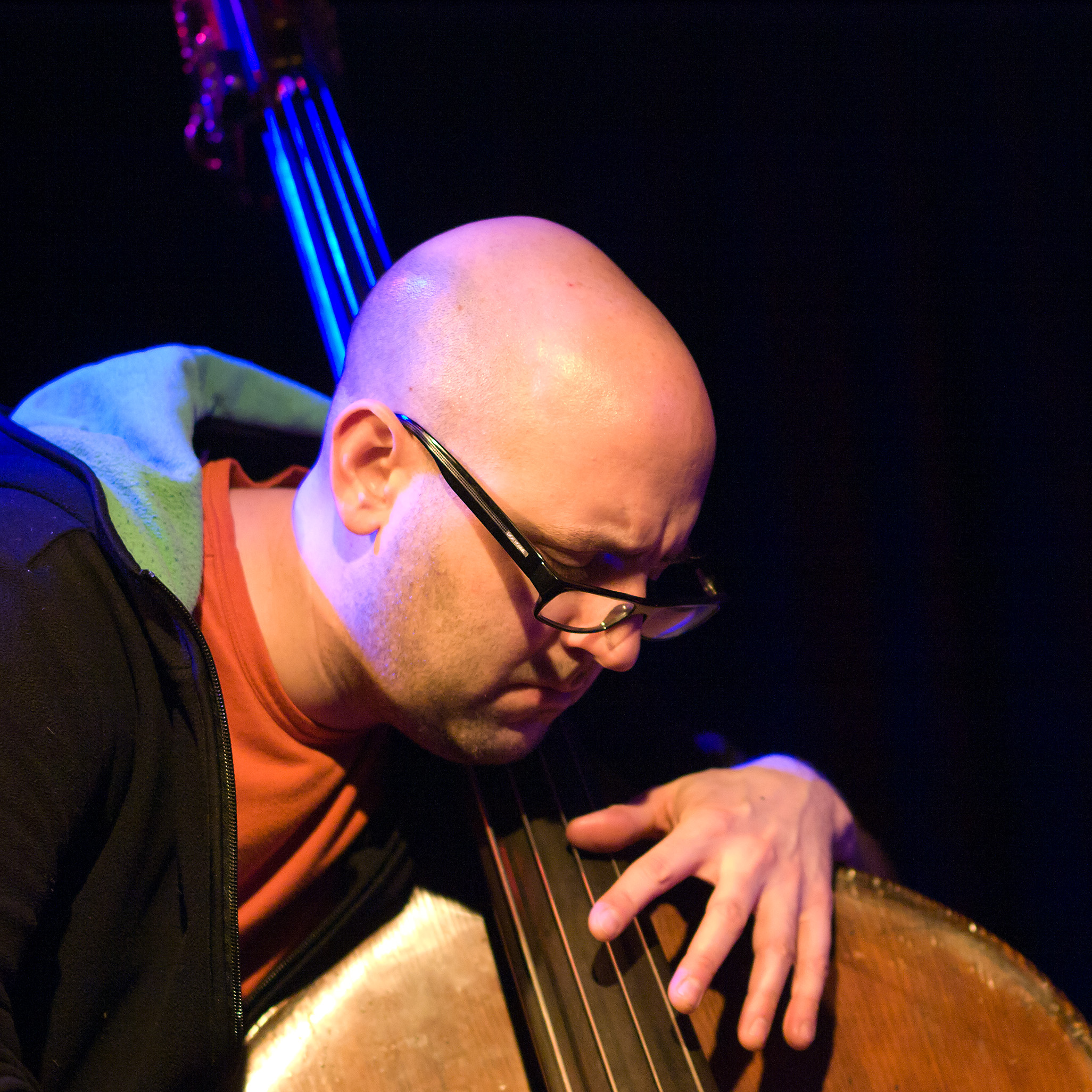
John Hébert bei einem Auftritt in der Münchner Unterfahrt 2011

- Andy Milne and Unison: The reMISSION

1. Passion Dance (McCoy Tyner) 5:04
2. Resolution 6:59
3. Winter Palace 4:24
4. Vertical on Opening Night 3:40
5. Drive by the Fall 7:25
6. Anything About Anything 4:19
7. Dancing on the Savannah 4:21
8. The Call 5:09
9. Geewa 3:58
10. Sad to Say (Benny Golson) 6:47

Sofern nicht anders angegeben, stammen alle Kompositionen von Andy Milne.

## Rezeption
Nach Ansicht von Mike Jurkovic (All About Jazz) zählt The reMission zu den besten Jazzalben des Jahres. Weiter schrieb Mike Jurkovic,  Andy Milnes The reMission sei eine herausfordernde, harte, knappe und letztendlich triumphale Aufnahme, „eine dieser Platten, bei der nach mehreren ununterbrochenen Abhörvorgängen in der Diskografie gegraben wird, um etwas nachzuholen.“ The reMission verdiene ein breites Publikum und beginnt etwas irreführend mit einer lebhaften Interpretation von McCoy Tyners lebhaftem „Passion Dance“; doch dies sei vielmehr „die geheimnisvolle Reise einer ruhigen Seele und die Wahrheit darüber, wie sie sich nach ihrer Diagnose anfühlt.“ Und neben Milne hätten Bassist John Hébert und Schlagzeuger Clarence Penn jeweils etwas Tiefgründiges zu sagen.
Jeff Tamarkin schrieb in JazzTimes, die Erfahrung der Krebserkrankung und insbesondere der homöopathische Heilungsprozess, den er durchlaufen habe, veranlassten Milne, seine erste Aufnahmesession im bewährten Klaviertrio-Format zu unternehmen. In diesem für ihn neuen Kontext versuche Milne keine Akrobatik – seine Soli sind im Traditionellen verwurzelt (Milne zitierte Oscar Peterson, Bill Evans, Keith Jarrett und Ahmad Jamal als Inspirationen in den Liner Notes) -, aber er agiere auch nicht übermäßig vorsichtig. Sein Ziel sei es hier nicht, das Klaviertrio neu zu erfinden, sondern ihm seinen Stempel aufzudrücken. Es stellt sich heraus, dass das Format gut zu ihm passt, lobt Tamarkin.
Nach Ansicht von Hans-Jürgen Schaal (Jazz thing) bevorzuge Andy Milne, der M-Base-Veteran, „hier die lyrischen, allmählichen, freieren Töne. Während er häufig Strukturen auszusparen scheint, springen John Hébert am Bass und der hochdynamische Schlagzeuger Clarence Penn in die Bresche und prägen den Charakter der Musik.“